# Robert Fergusson
Robert Fergusson, född 5 september 1750, död 16 oktober 1774, var en skotsk poet.
Fergusson anknöt till äldre folklig poesi och skrev känslofulla och humoristiska dikter på dialekt. Sin egentliga betydelse fick han som föregångare till Robert Burns. Denne tog starkt intryck av Fergussons diktning och efterbildade flera av hans verk. Fergussons samlade Poetical works utgavs 1773.